# Michelmersh
Michelmersh – wieś w Anglii, w hrabstwie Hampshire, w dystrykcie Test Valley. Leży 10 km na zachód od miasta Winchester i 110 km na południowy zachód od Londynu. W 2001 miejscowość liczyła 735 mieszkańców.